# Augusto Paolo Lojudice
Augusto Paolo Lojudice, (* 1. července 1964, Řím) je italský římskokatolický kněz a od roku 2019 arcibiskup sienský. Dne 25. října 2020 papež František oznámil během modlitby Anděl Páně, že jej dne 28. listopadu 2020 bude kreovat kardinálem.  Kardinálská kreace proběhla dne 28. listopadu 2020 v bazilice sv. Petra. 